# Antipovka
Antipovka (in lingua russa Антиповка) è un villaggio (selo) del Kamyšinskij rajon dell'Oblast' di Volgograd, in Russia.